# 開國 (新羅)
開國（551年至568年）是新羅君主真兴王之年號。

## 紀年、干支、西曆對照表
| 開國   | 元年   | 二年   | 三年   | 四年   | 五年   | 六年   | 七年   | 八年   | 九年  | 十年  |
| ------ | ------ | ------ | ------ | ------ | ------ | ------ | ------ | ------ | ----- | ----- |
| 儒略曆 | 551年  | 552年  | 553年  | 554年  | 555年  | 556年  | 557年  | 558年  | 559年 | 560年 |
| 干支   | 辛未   | 壬申   | 癸酉   | 甲戌   | 乙亥   | 丙子   | 丁丑   | 戊寅   | 己卯  | 庚辰  |
| 開國   | 十一年 | 十二年 | 十三年 | 十四年 | 十五年 | 十六年 | 十七年 | 十八年 |       |       |
| 儒略曆 | 561年  | 562年  | 563年  | 564年  | 565年  | 566年  | 567年  | 568年  |       |       |
| 干支   | 辛巳   | 壬午   | 癸未   | 甲申   | 乙酉   | 丙戌   | 丁亥   | 戊子   |       |       |

## 参看
- 朝鮮半島年號列表
- 開國的消歧義
- 同期存在的其他政權之紀年
  - 大寶（550年正月—551年十二月）：南朝梁政權梁簡文帝萧綱的年号
  - 天正（551年八月—十一月）：南朝梁政權豫章王萧栋的年号
  - 太始（551年十一月—552年三月）：南朝梁時期侯景的年号
  - 承聖（552年十一月—555年四月）：南朝梁政權梁元帝蕭繹的年号
  - 天正（552年四月—553年七月）：南朝梁政權武陵王蕭紀的年号
  - 天成（555年五月—十月）：南朝梁政權貞陽侯蕭淵明的年号
  - 天啓（558年三月—560年二月）：南朝梁政權永嘉王蕭莊的年号
  - 紹泰（555年十月—556年八月）：南朝梁政權梁敬帝蕭方智的年号
  - 太平（556年九月—557年十月）：南朝梁政權梁敬帝蕭方智的年号
  - 大定（555年正月—562年正月）：西梁政權梁宣帝蕭詧的年号
  - 天保（562年二月—585年十二月）：西梁政權梁明帝萧岿的年号
  - 永定（557年十月—559年十二月）：南朝陈政權陳武帝陳霸先的年号
  - 天嘉（560年正月—566年二月）：南朝陈政權陳文帝陈蒨的年号
  - 天康（566年二月—十二月）：南朝陈政權陳文帝陈蒨的年号
  - 光大（567年正月—568年十二月）：南朝陈政權陳廢帝陈伯宗的年号
  - 天保（550年五月—559年十二月）：北齊政权北齊文宣帝高洋年号
  - 乾明（560年正月—八月）：北齊政权齊廢帝高殷年号
  - 皇建（560年八月—561年十一月）：北齊政权齊孝昭帝高演年号
  - 太寧（561年十一月—562年四月）：北齊政权齊武成帝高湛年号
  - 河清（562年四月—565年四月）：北齊政权齊武成帝高湛年号
  - 天統（565年四月—569年十二月）：北齊政权齊後主高纬年号
  - 大統（535年正月—551年十二月）：西魏政权西魏文帝元宝炬年号
  - 武成（559年八月—560年十二月）：北周政权周明帝宇文毓年号
  - 保定（561年正月—565年十二月）：北周政权周武帝宇文邕年号
  - 天和（566年正月—572年三月）：北周政权周武帝宇文邕年号
  - 和平（551年—554年）：高昌政权年号
  - 建昌（555年—560年）：高昌政权麴寶茂年号
  - 延昌（561年—601年）：高昌政权麴乾固年号